# Daverdisse

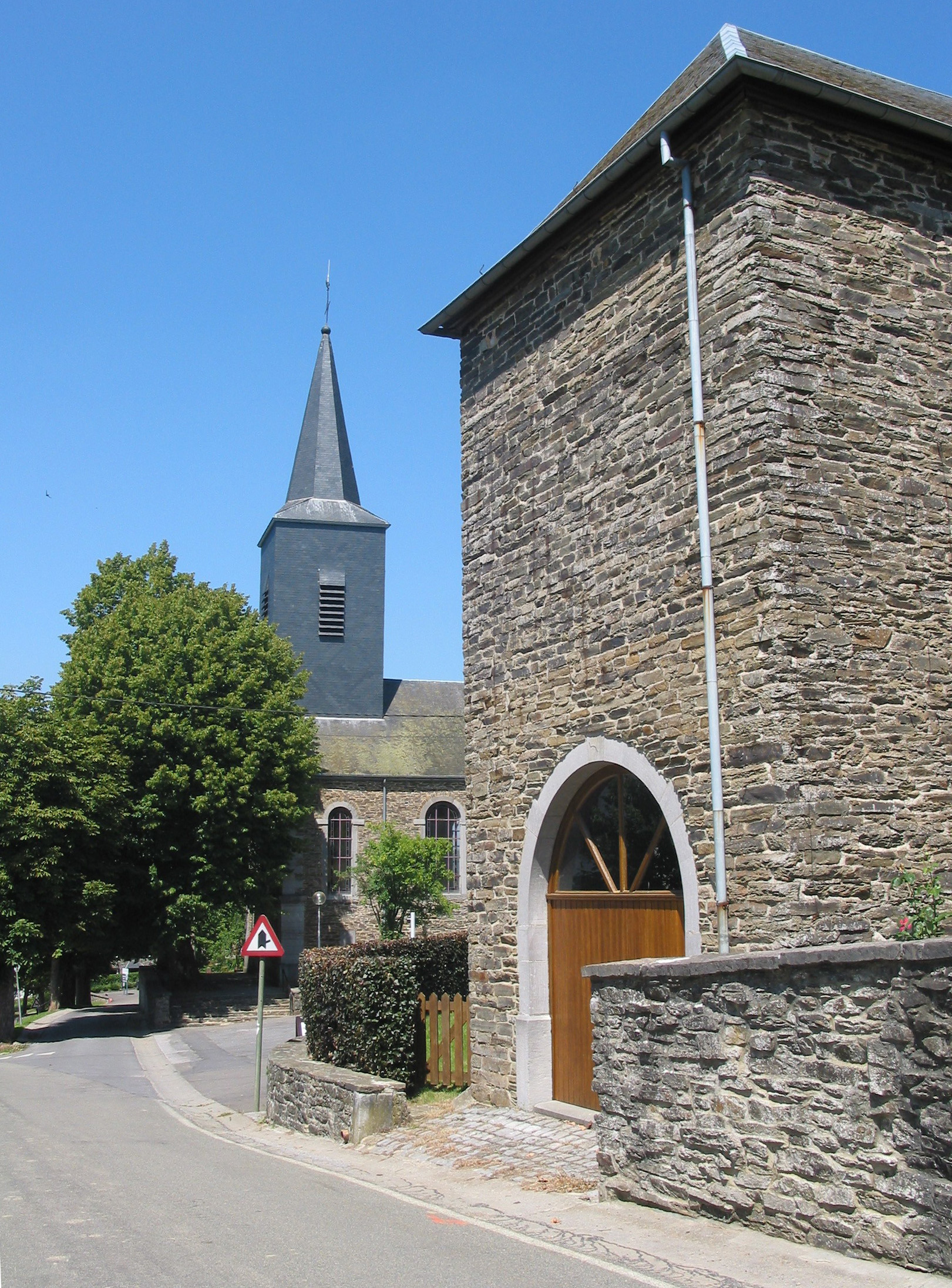
De buurt van de kerk met Sint-Pieterskerk

Daverdisse (Waals: Dåvdisse) is een plaats en gemeente in de Belgische provincie Luxemburg. De gemeente telt ruim 1400 inwoners. Hiermee is het de fusiegemeente, dus inclusief deelgemeenten, met het kleinste aantal inwoners in België. Het is tevens de gemeente met de laagste bevolkingsdichtheid. Een belangrijk deel van de gemeente wordt bedekt door uitgestrekte bossen. Het dorp Daverdisse zelf ligt in een open plek die volledig omsloten wordt door bossen.

## Kernen

### Deelgemeenten
| # | Naam        | Opp. (km²) | Inwoners (2020) | Inwoners per km² | NIS-code |
| - | ----------- | ---------- | --------------- | ---------------- | -------- |
| 1 | Daverdisse  | 11,30      | 133             | 17               | 84016A   |
| 2 | Porcheresse | 14,38      | 257             | 18               | 84016B   |
| 3 | Gembes      | 8,03       | 184             | 23               | 84016C   |
| 4 | Haut-Fays   | 23,13      | 808             | 35               | 84016D   |

## Geografie

### Verkeer en vervoer
Daverdisse is vanuit het noorden te bereiken via afrit 23 (Wellin) van de E411. Vanuit het zuidoosten is dit afrit 23, 24 (Tellin) of 25 (Libramont). Vanuit het zuiden het zuiden is de gemeente te bereiken via de N89 (via Bouillon) en de N95.
Via het openbaar vervoer kan de gemeente bereikt worden via spoorlijn 166 (stations Gedinne en Graide). Voor het traag verkeer is er een noord-zuidverbinding door de gemeente door de vallei van de Almache over een vroege buurtspoorweg (Wellin - Graides).

### Topografie en hydrografie
Het hoogste punt van de gemeente Daverdisse is bij Haut-Fays, net geen 450 meter boven zeeniveau (TAW). Het grootste deel van de gemeente behoort tot het stroomgebied van de Almache (soms ook Mache genoemd), een (linker)zijrivier van de Lesse. De plaats Gembes ligt op de linkeroever van de Almache. Bij Daverdisse, dat in de oksel van de samenvloeiing van Mache en de Lesse ligt, vormt de Almache de noordgrens van de gemeente. Het noordwesten van de gemeente behoort tot het stroomgebied van de Wimpe, een andere zijrivier van de Lesse.

## Demografische evolutie

### Demografische evolutie voor de fusie
- Bronnen:NIS, Opm:1831 tot en met 1970=volkstellingen, 1976= inwoneraantal op 31 december

### Demografische evolutie van de fusiegemeente
Alle historische gegevens hebben betrekking op de huidige gemeente, inclusief deelgemeenten, zoals ontstaan na de fusie van 1 januari 1977.
- Bronnen:NIS, Opm:1831 tot en met 1981=volkstellingen; 1990 en later= inwonertal op 1 januari

| Inwoners van jaar tot jaar op 1 januari 1992 tot heden | Inwoners van jaar tot jaar op 1 januari 1992 tot heden | Inwoners van jaar tot jaar op 1 januari 1992 tot heden |
| jaar                                                   | Aantal                                                 | Evolutie: 1992=index 100                               |
| ------------------------------------------------------ | ------------------------------------------------------ | ------------------------------------------------------ |
| 1992                                                   | 1.460                                                  | 100,0                                                  |
| 1993                                                   | 1.469                                                  | 100,6                                                  |
| 1994                                                   | 1.443                                                  | 98,8                                                   |
| 1995                                                   | 1.417                                                  | 97,1                                                   |
| 1996                                                   | 1.431                                                  | 98,0                                                   |
| 1997                                                   | 1.415                                                  | 96,9                                                   |
| 1998                                                   | 1.381                                                  | 94,6                                                   |
| 1999                                                   | 1.360                                                  | 93,2                                                   |
| 2000                                                   | 1.360                                                  | 93,2                                                   |
| 2001                                                   | 1.358                                                  | 93,0                                                   |
| 2002                                                   | 1.355                                                  | 92,8                                                   |
| 2003                                                   | 1.336                                                  | 91,5                                                   |
| 2004                                                   | 1.345                                                  | 92,1                                                   |
| 2005                                                   | 1.342                                                  | 91,9                                                   |
| 2006                                                   | 1.353                                                  | 92,7                                                   |
| 2007                                                   | 1.372                                                  | 94,0                                                   |
| 2008                                                   | 1.366                                                  | 93,6                                                   |
| 2009                                                   | 1.359                                                  | 93,1                                                   |
| 2010                                                   | 1.382                                                  | 94,7                                                   |
| 2011                                                   | 1.405                                                  | 96,2                                                   |
| 2012                                                   | 1.405                                                  | 96,2                                                   |
| 2013                                                   | 1.426                                                  | 97,7                                                   |
| 2014                                                   | 1.428                                                  | 97,8                                                   |
| 2015                                                   | 1.453                                                  | 99,5                                                   |
| 2016                                                   | 1.457                                                  | 99,8                                                   |
| 2017                                                   | 1.429                                                  | 97,9                                                   |
| 2018                                                   | 1.407                                                  | 96,4                                                   |
| 2019                                                   | 1.395                                                  | 95,5                                                   |
| 2020                                                   | 1.382                                                  | 94,7                                                   |
| 2021                                                   | 1.415                                                  | 96,9                                                   |
| 2022                                                   | 1.408                                                  | 96,4                                                   |
| 2023                                                   | 1.415                                                  | 96,9                                                   |
| 2024                                                   | 1.426                                                  | 97,7                                                   |
| 2025                                                   | 1.416                                                  | 97,0                                                   |

## Monumenten & bezienswaardigheden

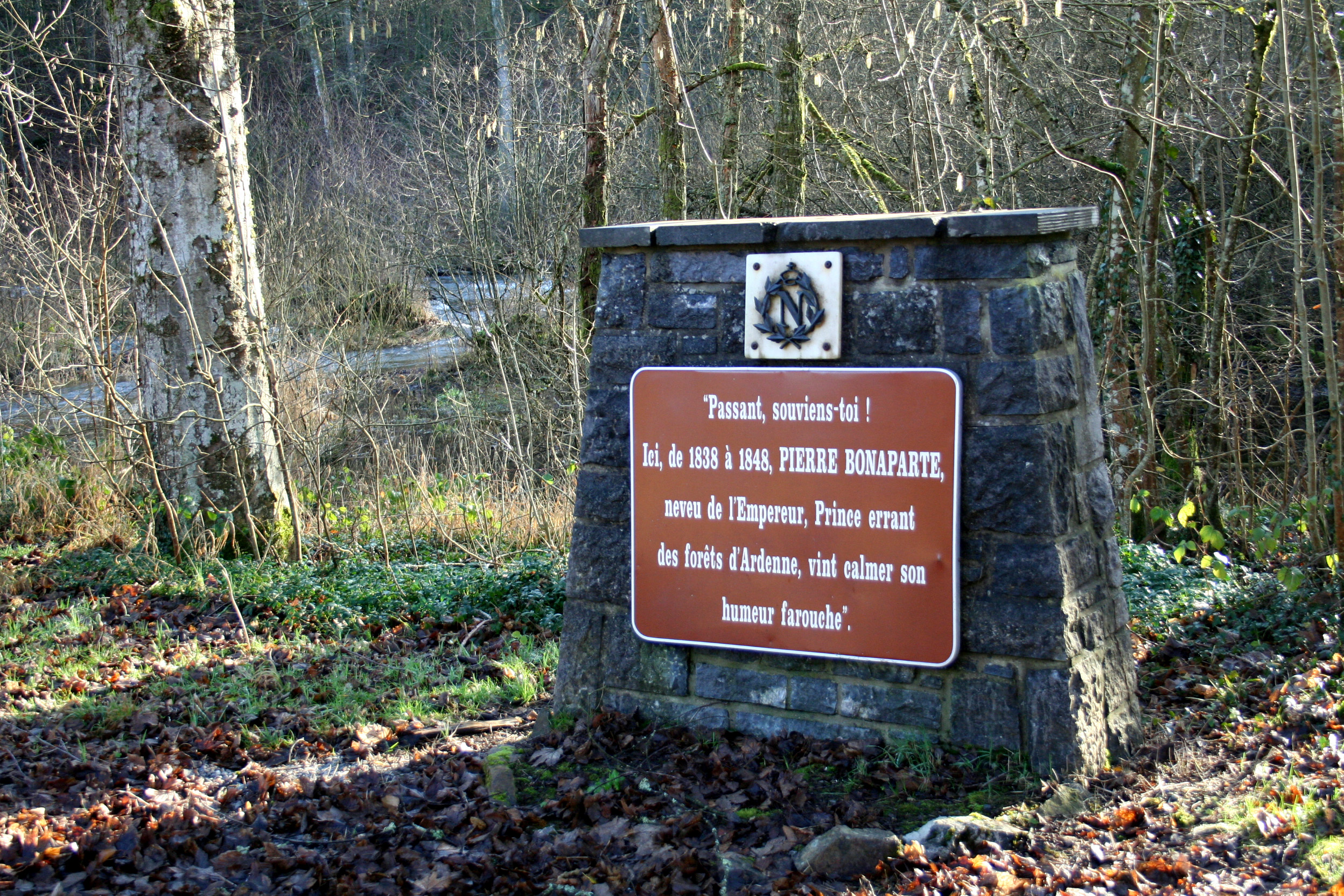
Monument ter herinnering Pierre Napoleon Bonaparte

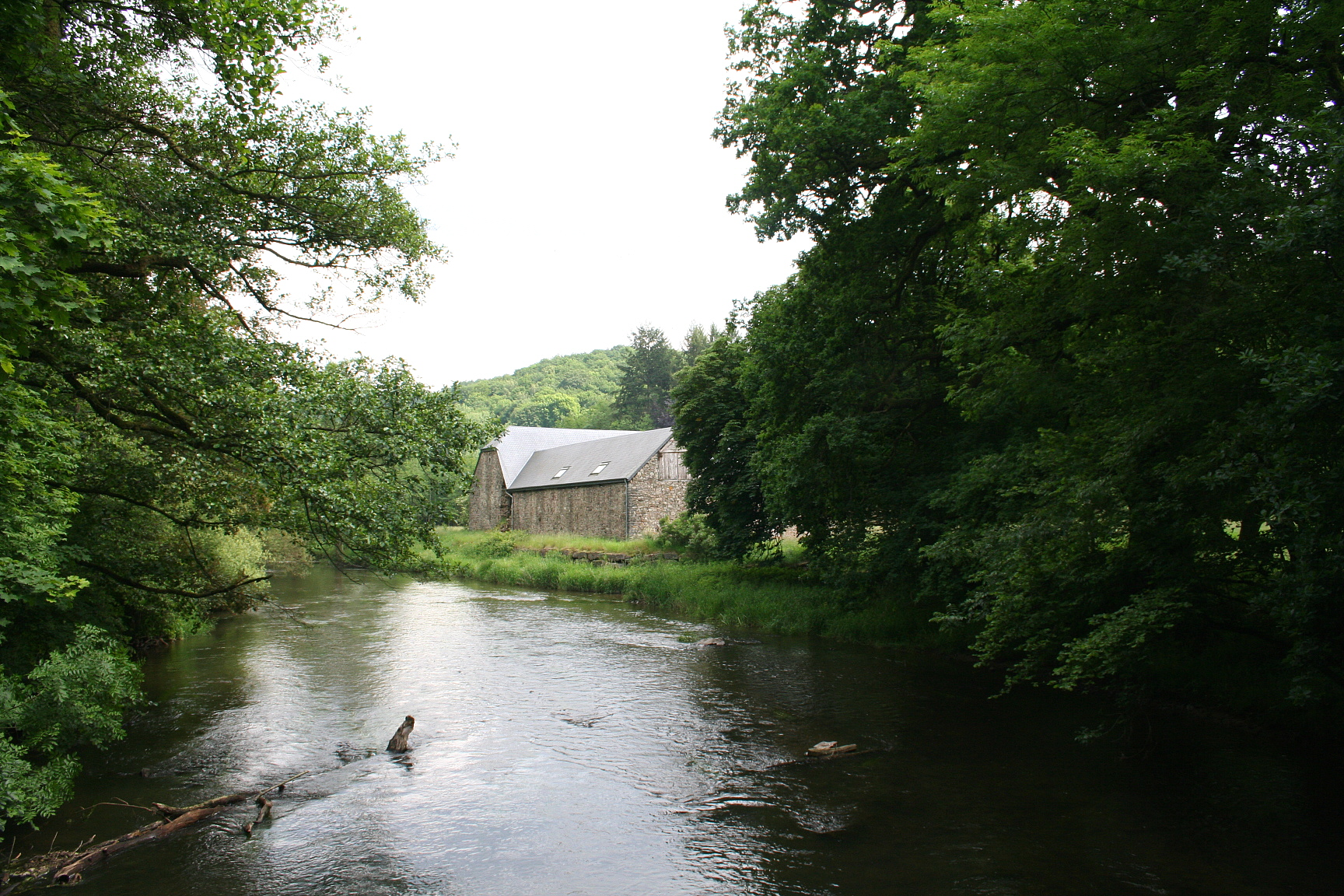
De Lesse en de hoeve van Mohimont

- Sint-Pieterskerk: kerk in de neoklassieke stijl uit 1847. Hier hangt een retabel van het Lijden dat stamt uit de tweede helft van de 16e eeuw. Het behoort tot de laatste productie Antwerpse gebeeldhouwde en polychrome retabels.
- de hoeve van Mohimont: hoeve in privébezit uit de 18e eeuw. Het was het verblijf van Pierre Napoleon Bonaparte, neef van Napoleon I, die er in ballingschap was tussen 1834 en 1848. Een herinnering hieraan is dat de weg tussen Daverdisse en Halma de naam route Pierre Napoléon Bonaparte draagt.
- het oude kasteel van de heren van Daverdisse.
- Lourdesgrot uit 1903.

## Politiek

### Resultaten gemeenteraadsverkiezingen sinds 1976
| Partij                                           | 10-10-1976 | 10-10-1976 | 10-10-1982 | 10-10-1982 | 9-10-1988 | 9-10-1988 | 9-10-1994 | 9-10-1994 | 8-10-2000 | 8-10-2000 | 8-10-2006 | 8-10-2006 | 14-10-2012 | 14-10-2012 | 14-10-2018 | 14-10-2018 | 13-10-2024 | 13-10-2024 |
| Stemmen / Zetels                                 | %          | (*)        | %          | 9          | %         | 9         | %         | 9         | %         | 9         | %         | 9         | %          | 9          | %          | 9          | %          | 9          |
| ------------------------------------------------ | ---------- | ---------- | ---------- | ---------- | --------- | --------- | --------- | --------- | --------- | --------- | --------- | --------- | ---------- | ---------- | ---------- | ---------- | ---------- | ---------- |
| CN1 / Loiseau2                                   | 21,371     | 1          | 18,122     | 1          | -         |           | -         |           | -         |           | -         |           | -          |            | -          |            | -          |            |
| IC1 / BAIJOT2 / B.G.E.S.3 / U.C.4                | 44,81      | 1          | 47,02      | 5          | 46,283    | 4         | 34,894    | 3         | 40,714    | 3         | -         |           | -          |            | -          |            | -          |            |
| Liste111 / Lambert2                              | 33,831     | 3          | 34,882     | 3          | -         |           | -         |           | -         |           | -         |           | -          |            | -          |            | -          |            |
| C.20011 / CA2 / E.C.3 / Tous ensemble4 / E.P.A.5 | -          |            | -          |            | 53,351    | 5         | 64,442    | 6         | 58,993    | 6         | 55,634    | 5         | 35,895     | 3          | -          |            | -          |            |
| U.G.S.1 / Pour!2                                 | -          |            | -          |            | -         |           | -         |           | -         |           | 43,51     | 4         | 63,131     | 6          | 67,362     | 7          | 94,642     | 9          |
| Comm'1Action                                     | -          |            | -          |            | -         |           | -         |           | -         |           | -         |           | -          |            | 32,64      | 2          | -          |            |
| Anderen(**)                                      | -          |            | -          |            | 0,37      | 0         | 0,67      | 0         | 0,3       | 0         | 0,87      | 0         | 0,98       | 0          | -          |            | 5,36       | 0          |
| Totaal stemmen                                   | 1072       | 1072       | 1044       | 1044       | 1102      | 1102      | 1066      | 1066      | 1035      | 1035      | 1040      | 1040      | 1059       | 1059       | 1020       | 1020       | 996        | 996        |
| Opkomst %                                        |            |            |            |            | 97,52     | 97,52     | 96,56     | 96,56     | 96,37     | 96,37     | 99,05     | 99,05     | 97,51      | 97,51      | 95,86      | 95,86      | 90,71      | 90,71      |
| Blanco en ongeldig %                             | 0,47       | 0,47       | 1,15       | 1,15       | 1,18      | 1,18      | 1,88      | 1,88      | 2,71      | 2,71      | 0,96      | 0,96      | 3,97       | 3,97       | 5,10       | 5,10       | 10,04      | 10,04      |

 (*) De zetelverdeling voor dit jaar ontbreekt of is onvolledig op de verkiezingsdatabase.
 (**)1988: P.L. / 1994: PLETS / 2000: P.A.P / 2006: PPP / 2012: EL / 2024: RDPW

## Partnersteden
- COD: Kabondo, Boma